# Hipposideros cyclops
Hipposideros cyclops — є одним з видів кажанів родини Hipposideridae.

## Поширення
Країни поширення: Бенін, Камерун, Центральноафриканська Республіка, Конго, Демократична Республіка Конго, Кот-д'Івуар, Екваторіальна Гвінея, Габон, Гамбія, Гана, Гвінея, Гвінея-Бісау, Кенія, Ліберія, Нігерія, Руанда, Сенегал, Сьєрра-Леоне, Судан, Танзанія, Того, Уганда. Зустрічається від рівня моря, принаймні до 1000 м. Вважається лісовим видом, його можна знайти в лісо-савановій мозаїці в багатьох частинах ареалу, а також у вологих тропічних лісах. Вид лаштує сідала поодиниці, парами або невеликими групами до 12 особин у порожнинах чи дуплах стоячих дерев. Вони воліють порожнини якомога вище над землею, а іноді й поділять їх з представниками Pteromyini. 

## Загрози та охорона
Виду загрожує вирубка лісів. Цей вид був записаний у деяких охоронних територіях.